# Heinrich Bütefisch
Heinrich Bütefisch (Hannover, 24 febbraio 1894 – Essen, 5 settembre 1969) è stato un chimico tedesco, manager della IG Farben e criminale di guerra nazista. Era un Obersturmbannführer nelle SS.

## Biografia

### Seconda guerra mondiale
Come figura di spicco della IG Farben, Bütefisch si unì al Freundeskreis Reichsführer-SS, un gruppo esclusivo vicino a Heinrich Himmler la cui appartenenza permetteva a personaggi di spicco della società tedesca di diventare effettivamente ufficiali delle SS senza subire una rigorosa selezione o addestramento. È stato in servizio come Wehrwirtschaftsführer (leader dell'economia di guerra) nella Germania nazista e ha ricevuto la Croce di Cavaliere al Merito di Guerra.

### A Monowitz
Durante il processo all'IG Farben nel 1948, Bütefisch fu condannato come criminale di guerra a sei anni di carcere. Era capo della produzione presso lo stabilimento Buna Werke di Monowitz, parte del complesso dei campi di Auschwitz. I vasti lavori avrebbero dovuto produrre gomma Buna, o polibutadiene per l'uso negli pneumatici di gomma. Monowitz è stato costruito come Arbeitslager, campo di lavoro, e conteneva anche un Arbeitsausbildungslager, campo di educazione al lavoro, per i prigionieri non ebrei ritenuti non all'altezza degli standard di lavoro tedeschi. Ha ospitato circa 12.000 prigionieri, la grande maggioranza dei quali erano ebrei, oltre a criminali non ebrei e prigionieri politici. I prigionieri di Monowitz furono affittati dalle SS alla IG Farben per lavorare alla Buna Werke, un insieme di fabbriche chimiche comprese quelle utilizzate per produrre Buna (gomma sintetica) e olio sintetico. Le SS addebitavano all'IG Farben tre Reichsmark (RM) al giorno per i lavoratori non qualificati, quattro (RM) all'ora per i lavoratori qualificati e uno e mezzo (RM) per i bambini. 
Nel 1942 il nuovo complesso del campo di lavoro per i prigionieri IG Farben occupava circa la metà della superficie progettata, l'espansione fu per la maggior parte terminata nell'estate del 1943. Le ultime 4 baracche furono costruite un anno dopo. La popolazione del campo di lavoro crebbe da 3.500 prigionieri nel dicembre 1942 a oltre 6.000 nella prima metà del 1943. Nel luglio 1944 la popolazione dei prigionieri era di oltre 11.000 individui, la maggior parte dei quali ebrei. Nonostante il crescente tasso di mortalità per il lavoro forzato, la fame, le esecuzioni o le altre forme di omicidio, la domanda di lavoro stava crescendo e furono introdotti più prigionieri. Al tempo stesso la direzione della fabbrica insisteva per rimuovere i prigionieri malati ed esausti da Monowitz, le persone incapaci di continuare il loro lavoro furono uccise. La società ha sostenuto di non aver speso grandi quantità di denaro per costruire le baracche dei prigionieri inabili al lavoro.

### Condizioni di lavoro
Il 10 febbraio 1943, l'SS-Obersturmbannführer Gerhard Maurer, responsabile dell'impiego dei prigionieri dei campi di concentramento, si recò a Oświęcim; promise alla IG Farben l'arrivo di altri mille prigionieri, in cambio degli operai incapaci. Più di 10.000 prigionieri furono vittime della selezione durante il periodo in cui operò il campo. Trasportate all'ospedale del campo principale, la maggior parte delle vittime è stata uccisa da un'iniezione letale di fenolo al cuore. Alcuni sono stati inviati a Birkenau dove sono stati eliminati dopo una seconda selezione nell'ospedale della prigione del settore Bllf di Auschwitz o nella maggior parte dei casi assassinati nelle camere a gas. 
Più di 1.600 altri prigionieri morirono nell'ospedale di Monowitz e molti furono fucilati o impiccati nel campo. Riassumendo le cifre, il numero totale stimato è di circa 10.000 prigionieri nel campo di concentramento di Auschwitz, persone che hanno perso la vita a causa del pesante lavoro per la IG Farben.
Primo Levi, autore di Se questo è un uomo, è sopravvissuto a Monowitz, ed Elie Wiesel, autore del libro vincitore del Premio Pulitzer Night, era un adolescente detenuto a Monowitz insieme a suo padre. L'aspettativa di vita dei lavoratori ebrei alla Buna Werke era di tre o quattro mesi; per chi lavorava nelle miniere periferiche, solo un mese. I prigionieri ritenuti inabili al lavoro furono gasati a Birkenau, detto inviato "a Birkenau" (nach Birkenau), secondo un eufemismo usato nei registri della IG Farben. Le opere chimiche contavano su migliaia di detenuti dei campi di concentramento per i lavori forzati durante la costruzione. Le cattive condizioni in cui erano tenuti e a cui erano sottoposti durante il lavoro assicuravano un alto tasso di mortalità. Bütefisch era anche a capo delle operazioni presso gli stabilimenti di Leuna, un grande produttore di carburante sintetico. 

## Accusa e processo
Fu incriminato al processo di Norimberga IG Farben e condannato a 6 anni di carcere, compreso il tempo già scontato. La motivazione della sentenza afferma: «Die Ausbeutung der Arbeit von KZ-Insassen ist ein Verbrechen gegen die Menschlichkeit» (Lo sfruttamento dei detenuti dei campi di concentramento è un crimine contro l'umanità).
Ha scontato la sua pena nella prigione di Landsberg ed è stato rilasciato nel 1951.

## Nel dopoguerra
Nel 1952, Bütefisch divenne membro del consiglio di vigilanza di Deutsche Gasolin AG, Feldmühle e Papier-und Zellstoffwerke AG. Divenne anche consulente per Ruhrchemie AG Oberhausen, entrando a far parte del suo consiglio di vigilanza nel 1952. Nel 1964 è stato insignito della Gran Croce al Merito della Repubblica Federale Tedesca (Großes Verdienstkreuz): ne seguirono proteste, tanto che il presidente Heinrich Lübke gli chiese di restituire il riconoscimento. 
Bütefisch morì il 5 settembre 1969 a Essen.